# Miocén
A miocén földtörténeti kor 23,03 millió évvel ezelőtt kezdődött, az oligocén kor után, és mintegy 5,3 millió évvel ezelőtt zárult, a pliocén kor előtt. Neve a görög meión (μείων, "kevesebb") és új (καινός, kainosz) szavakból ered, ami arra utal, hogy a 18 százalékkal kevesebb tengeri gerinctelen élőlényfaj leleteit találták meg benne, mint a pliocénban.
A Föld ebben a korban fokozatosan lehűlt, egyenesen a jégkorszakként ismert időszak irányába tartva. A miocén határait nem lehet egy-egy konkrét eseményhez kötni, inkább csak regionális szinten történő változások határozzák meg az elejét és a végét.
A miocén elején az Arab-félsziget összeütközött Eurázsiával, ezáltal egyrészt elzárva a tengeri kapcsolatot a Földközi-tenger és az Indiai-óceán között, másrészt létrehozott egy földhidat Afrika és Eurázsia között, melynek hatására megindult a fajok vándorlása a két térség között. Így jelentek meg többek között az ormányosok Eurázsiában. A miocén végén a Földközi-tenger másik, Atlanti-óceánnal határos vége is bezárult, a tenger pedig gyakorlatlag teljesen kiszáradt, előidézve ezzel a messinai sókrízis néven ismert jelenséget. Végül a miocén és a pliocén határán a Gibraltári-szoros kinyílásával a tengervíz újra elárasztotta a térséget.
A miocénban alakultak ki és indultak robbanásszerű fejlődésnek a főemlősök. A kor végére az emberszabásúak közt elvált az ember és a csimpánz törzsfejlődése. Ebben a korban a fűfélék folytatták előrenyomulásukat, az erdők pedig hanyatlani kezdtek. A tengerekben megjelentek a hínárerdők, új ökoszisztémákat alakítva ki. Egyebekben az élővilág már igen nagymértékben hasonlított a maihoz.
A miocént nagy érdeklődéssel tanulmányozzák a geológusok és a paleoklimatológusok, ugyanis ekkor történt a Himalája felemelkedése, mely kihatással volt a monszunesők ciklusára, mely átfedésben volt az északi félgömb eljegesedésével.

## Tagolása
A kort a mediterráneumban az alábbi hat korszakra tagolják (a korábbitól a későbbi felé haladva):
- aquitaniai korszak: 23,03 – 20,44 Ma
- burdigaliai korszak: 20,44 – 15,97 Ma
- langhei korszak: 15,97 – 13,82 Ma
- serravallei korszak: 13,82 – 11,63 Ma
- tortonai korszak: 11,63 – 7,246 Ma
- messinai korszak: 7,246 – 5,333 Ma

Magyarországon a hat emelet beosztása a kárpáti-alpi kifejlődési területek változásainak megfelelően kicsit eltér a nemzetközi beosztástól és speciális magyar neveket használunk:
- alsó miocén
  - eggenburgi
  - ottnangi
- középső miocén
  - kárpáti
  - badeni
- felső miocén
  - szarmata
  - pannon
  - (pontuszi)

A pannon emeletben a Kárpát-medence faunája olyan mértékben elkülönül a környező európai területektől, hogy a magyarországi alemeletek beosztása csak Magyarországon használatos. Ezek:
- alsó pannon
  - monacium
  - bódvaium
  - rhenohassium
- felső pannon
  - csákvárium
  - sümegium
  - hatvanium
  - bérbaltavárium

## Ősföldrajz
A kontinensek ekkorra már nagyjából a mai helyzetükben voltak, egy kivételtől eltekintve: Észak-Amerika és Dél-Amerika között még nem létezett kapcsolat. Dél-Amerika ugyanakkor elérte a nyugati szubdukciós zónát, így beindult az Andok felemelkedése, valamint Közép-Amerika dél felé történő megnyúlása.
Észak-Amerikában, Európában és Kelet-Ázsiában folytatódott a hegységképződés. A tengerpartok vonalai nagyon közel estek a maiakhoz, Észak-Amerikában és Argentínában nagy területeken terjeszkedett a szárazföld. India tovább folytatta észak felé nyomulását, ami drámai mértékben emelte fel a Himaláját. A Tethys ebben a korban tűnt el végérvényesen, 19-12 millió évvel ezelőtt, Afrika és Eurázsia összeérése miatt. A Földközi-tenger medencéjében is megindult a hegységek képződése, ennek, valamint a csökkenő csapadékmennyiségnek köszönhetően a Földközi-tenger az időszak vége felé ideiglenesen teljesen kiszáradt, ez volt a messinai sókrízis.
Globálisan egyre szárazabbá és hűvösebbé vált az éghajlat, aminek köszönhetően csökkent a légkör párafelvételi képessége. A késő miocénban Kelet-Afrika felemelkedésével az ottani trópusi esőerdők elkezdtek eltűnni, Ausztrália pedig, amely észak felé történő vándorlása során egy szárazabb régióba érkezett, szintén kevésbé csapadékossá vált.
A miocén elején Dél-Amerika nyugati partvidékét, Brazília északi részét, és főként Patagóniát elöntötte a tenger. Ez alól az Andok kiemelkedései képeztek kivételt. A jelenség átmenetileg nagy felületen biztosíthatott kapcsolatot a Csendes-óceán és az Atlanti-óceán élővilága számára. Az Antarktiszi-lemez is elkezdett begyűrődni Dél-Amerika alá 14 millió évvel ezelőtt, a Nazca-lemezzel együtt létrehozva itt egy hármas találkozási pontot. Ez a pont eleinte, mivel a lemez szubdukciója csak Patagóniát érintette, a Magellán-szoros környékén volt, később pedig fokozatosan északabbra tolódott. Ennek köszönhetően egész Patagónia feljebb emelkedett, a tenger általi elárasztása pedig megszűnt. 14-12 millió évvel ezelőtt aztán, a déli Andok felemelkedésével esőárnyék alakult ki, és így jött létre a patagóniai sztyepp.
Mélytengeri fúrásokkal bizonyították, hogy 15 millió évvel ezelőtt az Antarktisz körül hirtelen kiterjedt lett a jég, a kontinens keleti felén pedig a középső miocénban gleccserek keletkeztek, melyek elérték az óceánt is. A jegesedés csak a déli sarkvidékre volt jellemző, északon, Grönland térségében csak a középső pliocénben lett állandó a jégtakaró.

## Éghajlat

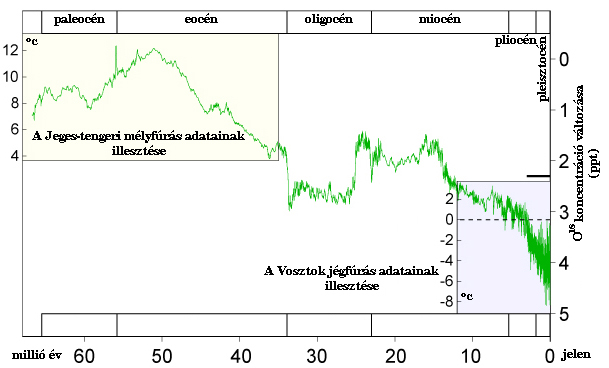
A kainozoikum 65 millió évének hőmérsékletváltozásai

A miocén korban indult meg az a lassú lehűlési folyamat, amely később majd a jégkorszakot fogja kiváltani. A folyamatos lehűlés ellenére volt egy periódus, 21-14 millió évvel ezelőtt, amikor a hőmérséklet az oligocénéval vetekedett, majd hirtelen, nem teljesen tisztázott okból, hatalmasat esett. Ez együtt járt több faj kihalásával. 8 millió évvel ezelőtt történt egy újabb hirtelen csökkenés, az Antarktisz jégtakarója pedig lényegében elérte a mai méreteit. Grönlandon 7-8 millió évvel ezelőtt jelenhettek meg az első gleccserek, az éghajlat azonban még a pliocénig is megfelelő volt ahhoz, hogy erdők nőhessenek rajta.

## Élővilág
A miocén kor élővilágát a két, újonnan kialakult bioszféra: a hínárerdők és a füves puszták alakították. Utóbbiaknak köszönhetően elszaporodtak a kérődzők: a lovak, orrszarvúak, és vízilovak. A ma élő növényfajok 95 százaléka már létezett.

### Növényvilág
A rostos, tűznek is ellenálló fűfélék és a patások evolúciója párhuzamosan zajlott, ami teljesen átalakította az ökoszisztémát: számos állatfaj legelte ezeket a füveket a hatalmas síkságokon, rájuk pedig ragadozók vadásztak. A puszták átvették a korábbi cserjések és erdők helyét. A nagyobb szervesanyagtartalmú és jobb vízvisszatartó képességű talaj a fűfélék alatt azzal járt, hogy az rengeteg szenet és vízpárát kötött meg. Ez, a nagyobb felszíni albedó, és a korlátozott párolgás is elősegítette a szárazabb, hűvösebb klíma fennmaradását. Ezek az új fajok több szén-dioxidot is voltak képesek megkötni.
A cikászok 11-5 millió évvel ezelőtt újra virágkorukat élték, és a korábban számukra kedvezőtlen klímaváltozások után számos fajuk alakult ki. Emiatt nem tekinthetők a cikászok élő kövületnek. Eukaliptusz-fosszíliákat találtak Új-Zélandon is, ahol a növény ugyan nem őshonos, de Ausztráliából megtelepedhetett.
2007-ben a bükkábrányi lignitbányában a felső miocénból származó taxodium (mocsárciprus) csoport, több mint egy tucat fa került felszínre. A lelet szinte egyedülálló, mert a hatalmas fák nem szenesedtek vagy kovásodtak el, hanem eredeti formájukban és anyagukban őrződtek meg, így évgyűrűik tanulmányozhatók, és fontos következtetéseket vonhattak le belőlük a kor éghajlatáról. A feltételezések szerint egy homokvihar temette be a 30-40 méter magas fákat 5-6 méteres magasságig az ekkortájt feltöltődőben lévő Pannon-tó partvidékén. A fák jelenleg Miskolcon, a Herman Ottó Múzeumban vannak kiállítva.

### Állatvilág
A tengeri és a szárazföldi állatvilág nagyon hasonló volt a maihoz, egyedül a tengeri emlősök száma volt csekélyebb. Csak az izolált Dél-Amerikában és Ausztráliában alakult ki teljesen egyedi fauna.
A korai miocénban még számos, az oligocénban virágzó faj létezett, többek közt az ál-kardfogú macskák, az Entelodontidae család, valamint a háromujjú lovak. Az oreodonták szép lassan fogyatkozni kezdtek, és a pliocén elejére el is tűntek. A középső miocénban az állatvilág már egészen modernné vált, és megjelentek a ma is ismert fajok ősei: kutyafélék, medvék, vörös pandák, mosómedvefélék, lovak, hódok, szarvasok, tevék és bálnák. Ezek közt voltak olyan, mára kihalt fajok képviselői is, mint a csontroppantó kutyák, a Gomphotheriidae ormányosok, és szarv nélküli orrszarvúak, mint a Teleoceras vagy az Aphelops. A korszak vége felé, amikor Észak- és Dél-Amerika közt egyre csökkent a távolság, a Thinobadistes földilajhárok észak felé migráltak. Ahogy a fűfélék elkezdtek dominálni, az azok legeléséhez nem alkalmazkodó, redős zápfog nélküli fajok fokozatosan kihaltak.
A déli kontinenseken számos ősi emlőscsoport a végét járta. Az utolsó dryolestoid, a Necrolestes, a gondwanatheriumok közé tartozó Patagonia, valamint az Új-Zélandon talált Saint Bathans-i emlős is ekkortájt halt ki - mindegyikükről elmondható, hogy a fennmaradt leletek alapján se nem elevenszülők, se nem erszényesek voltak. A nem erszényes (de azoknak közeli rokonai) Metatheria csoport egyes tagjai, mint a Herpetotheriidae, vagy a Siamoperadectes, illetve a kardfogú macskákra emlékeztető Sparassodonta még éltek ekkoriban.
A ma ismert réceformák, lilealakúak, bagolyfélék, kakadufélék, valamint varjúfélék már léteztek. Elmondható, hogy a miocén végére már valamennyi ma ismert madárféle kialakult - azok a leletek, amelyeket mégsem sikerül egyértelműen elhelyeznünk a törzsfejlődési fán, valószínűleg egyszerűen csak rosszul konzerválódtak. A tengeri madarak változatossága ekkor érte el csúcspontját.
A jura kortól kezdve oly elterjedt úszó krokodilfélék, a Choristodera, utolsó képviselője, a Lazarussuchus Európában élt.
Ebben a korban a főemlősöknek kb. 100 faja élt, Afrikában, Ázsiában és Európában, a legváltozatosabb méretben, étrenddel, és anatómiával. Azt nem tudjuk egyértelműen megmondani, hogy ezen fajok közül melyik volt az emberfélék őse, molekuláris vizsgálatokkal azonban nagy bizonyossággal megállapítható, hogy 7-8 millió évvel ezelőtt kellett élnie. A miocén legeslegvégén jelentek meg az első, két lábon járó emberszabásúak, mint a Sahelantropus, az Orrorin, és az Ardipithecus. Ekkoriban vált el az ember és a csimpánz törzsfejlődése is.
Észak-Amerikában a füves síkságok kiterjedtsége magával hozta a kígyófélék gyors fejlődését is. Korábban a kígyók csak igen kis szerepet játszottak a helyi ökoszisztémában, de a miocén kortól jelentőségük megnőtt. Megjelentek az első viperák és mérgessiklófélék, a siklófélék pedig önállóan kezdtek fejlődni.
Az óceánokban a megjelenő hínárerdők új élőlények, többek között halak, vidrák, és gerinctelenek élőhelyei lettek. A cetfélék változatossága elérte a maximumát: a ma ismert hat faj helyett ekkoriban húsz sziláscetfaj élt. Ezzel egy időben jelentek meg a vizekben az óriáscápák és a ragadozó ámbráscetek, mint az óriásfogú cápa vagy a Livyatan.
A krokodilfélék is meglehetősen változatosak voltak. Jellegzetes képviselőjük volt például a dél-amerikai óriáskajmán, a Purussaurus, vagy az Indiában élő Rhamphosuchus, illetve a különös kinézetű Mourasuchus. Gigantikus méretük ellenére ezek a fajok valószínűleg kisebb állatokra specializálódtak. Dél-Amerikában óriás piráják éltek a vizekben.
Az úszólábúak, melyek az oligocénben jelentek meg, még inkább vízi életmódra rendezkedtek be. Jellegzetes képviselőjük a fókaszerű Allodesmus volt, de már a Pelagiarctos személyében megjelent egy ősi rozmárféle is, amely rájuk is vadászott.
Új-Zélandon hatalmas mennyiségű fosszíliát találtak a kutatók. Főként ceteket és pingvinféléket, amely kitűnő lenyomata volt az evolúciójuknak. A Saint Bathans fauna néven ismert lelőhelyen nemcsak a moák, kivik és a mára kihalt Aptornithidae elődeinek leleteit találták meg, hanem számos hidasgyík, teknős, krokodil, és denevér nyomait is.

## A miocén magyarországi képződményei

### Alsó miocén
Az egeri emeletben lényeges kőzetkifejlődés nincs, ekkor rövid regresszió volt, amelyet a tengerelöntés követett. Folytatódott a csatkai kavics formáció és a szászvári formáció durvatörmelékes és tarkaagyagos, kontinentális üledékképződése. Az eggenburgi emelet önálló üledékképződési fázis a Kárpát-medencében. Észak-északnyugati irányból transzgresszió érkezett. A geoszinklinális peremén a bretkai formáció mészkőtörmelékből álló konglomerátuma és breccsája ülepedett le, amely átmegy a finomabb szemű törmelék felé a budafoki homokkő formációban. Ciklikus litorális, sekély-szublitorális és néha limnikus-lagunáris fáciesek következnek. Homokok, homokkövek, glaukonitos homokkövek képződnek, amelyek kőzettanilag igen hasonlóak a korábban képződő, feküben lévő törökbálinti homokkő formáció kőzeteihez, sokszor nehéz elkülöníteni őket. Kazincbarcikától északra a paleozoikumtól tartó üledékhézagra, tőle Miskolc felé egeri (oligocén) korú üledékekre települt egy finomtörmelékes összlet, amely fáciesében litorális és sekély-szublitorális, faunájában változóan marin- és brakkjellegű. A kőzettani hasonlóság miatt ezek is a budafoki formációhoz tartoznak. A peremi kőzetek mellett a medence belsejében a putnoki slír formáció képződött, amit szintén nehéz az oligocéntől elkülöníteni. Nyílt vízi, agyagos aleurit és halpikkelyes agyag jellemzi.
A következő üledékciklus az ottnangi emelet, amelynek jellemzői az eggenburgihoz hasonlóak, csak nagyobb területen találhatók, főleg a délnyugat-dunántúli süllyedék kialakulása miatt. A két üledékképződési ciklust legtöbb helyen mintegy egymillió éves üledékhézag (regresszió) után a gyulakeszi formáció riolit ártufája választja el. Ennek kálium–argon módszerrel meghatározott kora 19,6 millió év 1,4 millió éves bizonytalansággal. Folytatódik a szászvári formáció durvatörmelékes sorozata. A Mecsekben, a Zalai-medence és Brennbergbánya környékén limnikus kőszenek képződtek, amelyek a brennbergi formációba sorolhatók.
Magyarország északi részén a riolit felett szárazföldi tarkakavics és limnikus homokkő, agyag ülepedett le, ezek között limnikus és paralikus kőszenek vannak. Ezek a salgótarjáni barnakőszén formációba tartoznak. Budapest és Várpalota között egy árkos süllyedés a bántapusztai formáció kavics, homok, lithothamniumos–bryozoás mészkő, márgás aleurit kőzeteit hozta létre.

### Középső miocén

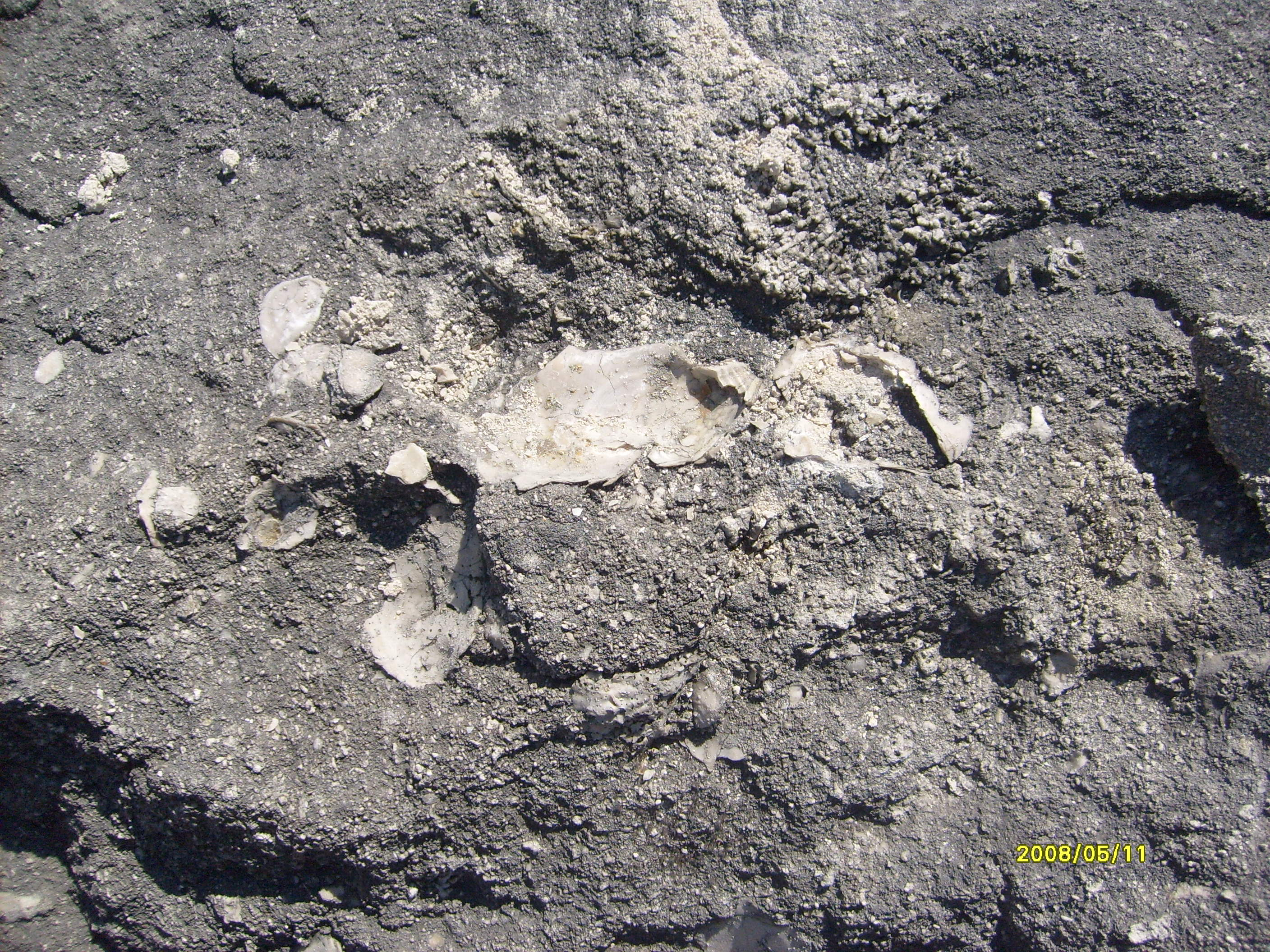
A középső–felső miocén jellegzetes lajtafáciesének üledéke, a durvaszemű mészhomokból álló, mészvázú állatok vázának törmelékével kevert lajtamészkő

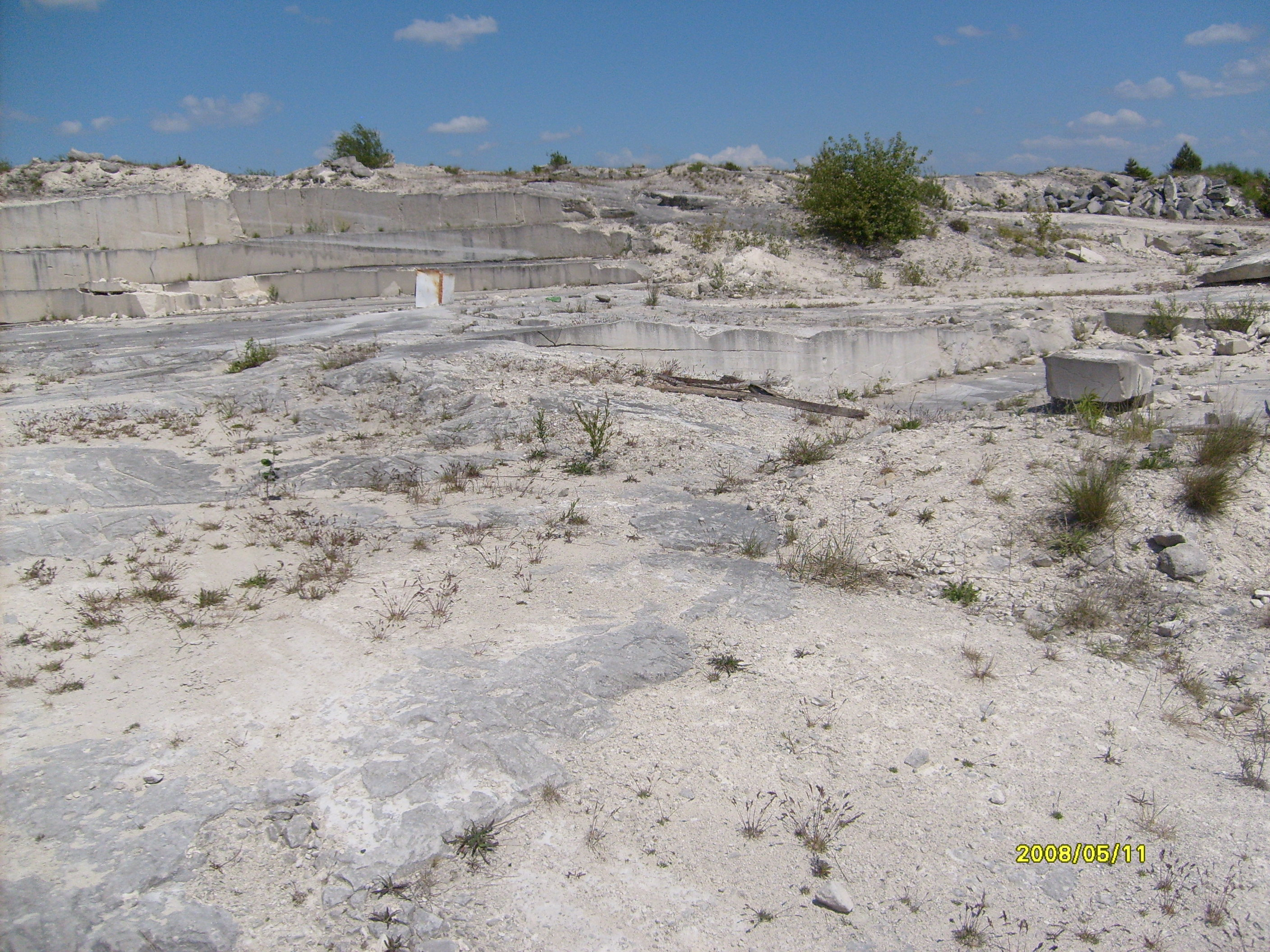
Az egykori sekélytenger maradványa Fertőrákoson

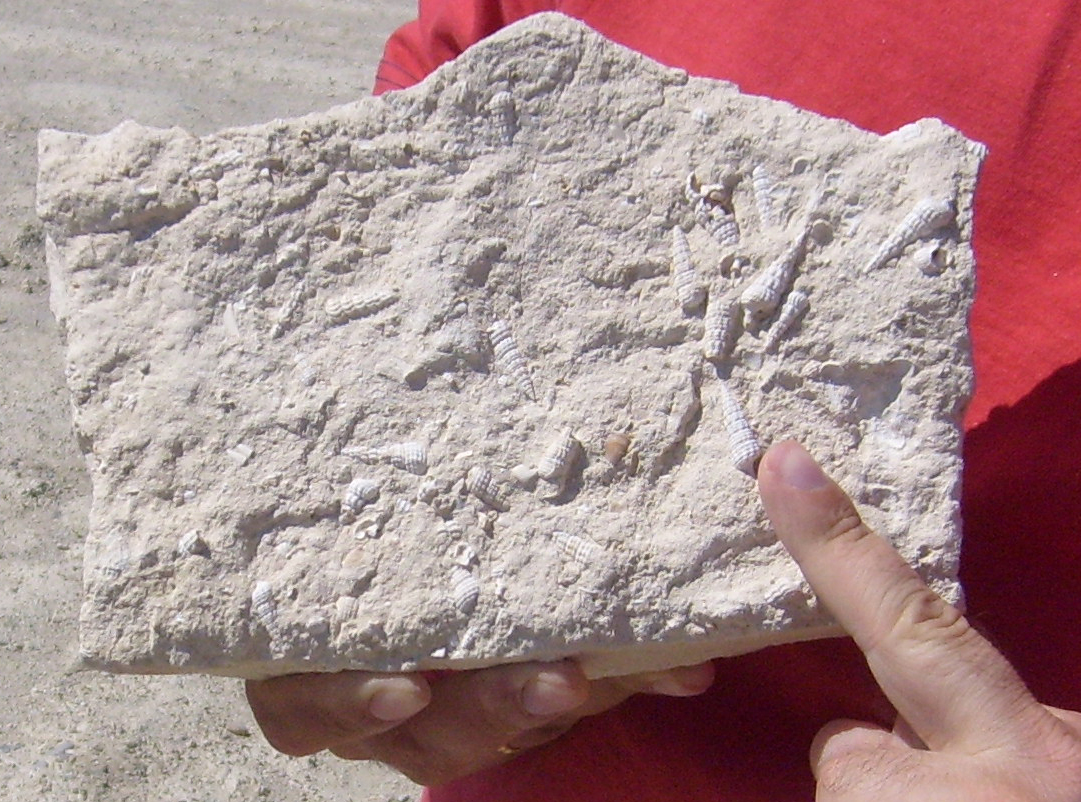
Deltafáciesű, gyengén cementált homok Turritella turris badensis házmaradványokkal

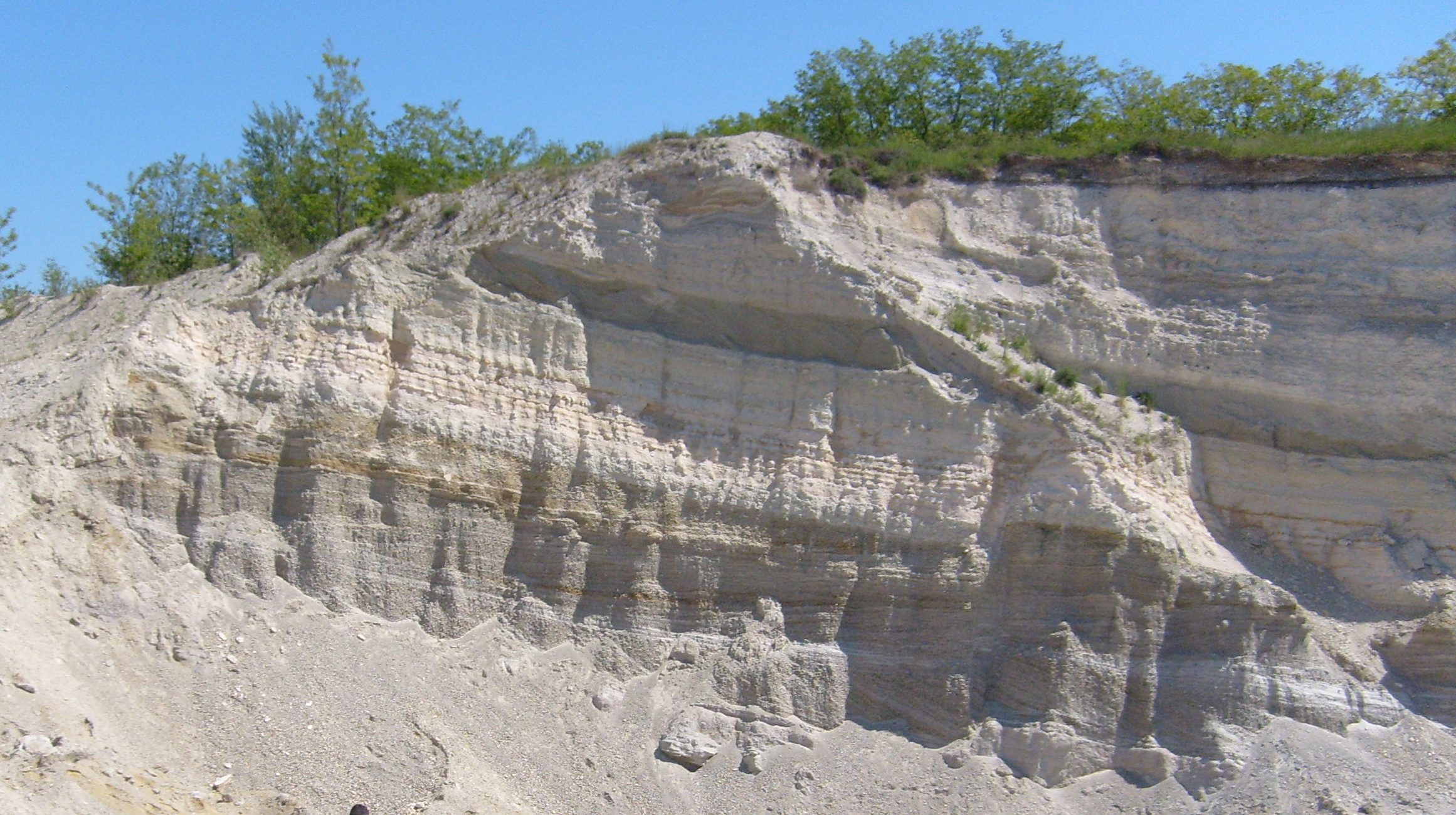
Egy nagy folyó üledékrétegei Sopronkőhidán. Az alsó részen keresztrétegzett homok, a felső részén vízszintes rétegződésű, ami a folyó vízhozamának és medermélységének változását mutatja

A kárpáti emeletben a délnyugat-dunántúli süllyedék tovább terjedése megnyitotta az utat a mediterrán kapcsolatok előtt. A Kárpátok már kiemelkedett, emelkedése folytatódott, miközben a Kárpát-medence belsejében tértágulásos mozgások miatt délnyugatról a Kárpátokig árkos beszakadásokkal terjedt a transzgresszió. A faunaváltozások nemcsak mediterrán, de boreális kapcsolatokról is árulkodnak.
Az üledékgyűjtőben a partszegélyi fáciesben képződő törmelékek három formációba soroltak, a ligeterdei kavics formáció, a budafai homokkő formáció és az egyházasgergei homokkő formáció durvatörmelékes sorozatai jöttek létre. Az utóbbiban már vannak finomabb törmelékek, finomhomok, agyag és agyagmárga. A gyors tengerszintváltozásokat az egymásra települő mélytengeri agyagmárga, a homokos mészkőpadok, a sekélyebb tengeri congeriás mészkő, majd a deltafáciesű homokok mutatják. Mindez összefogazódik vagy heterópikusan megy át a tekeresi slír formációba. Ez és az alföldi garábi slír formáció kőzettanilag teljesen azonos a korábbi miocén slírekkel.
A bántapusztai formáció sorozatai is folytatódnak zátonyjellegű, litorális homokkal, kaviccsal, homokkővel, homokos mészkővel és mészkővel. Köztük helyenként foraminiferás homokpadok települtek. A fóti formáció szintén slíres, helyenként pelites üledékeket tartalmaz. Meszes homokkövében követhető a víz édesedése.
A stájer orogén „újstájer” szakaszának kompressziós periódusa, amelyet a hasznosi andezit formáció észak-magyarországi képződése mutat. Ebben andezit, andezittufa és andezittufit található. Vannak szubvulkanitos elemei is, mint a dunabogdányi Csódi-hegy biotitos amfibolandezitből létrejövő lakkolitja. A kárpáti emeletet az egész Kárpát-medencére kiterjedő vulkanizmus zárja, a tari dácittufa formáció kőzeteivel. Ennek kora 16,4 millió év 0,8 millió éves bizonytalansággal. Ennek tufái mindenhol megtalálhatók, a folytonos slírösszletekben az azt alkotó szemcsék között van, máshol összefüggő rétegeket alkot.
A középső miocén üledékképződési ciklusait az alsó badeni alemelet zárja, itt ugyanis az emelet elhatárolása nem esik egybe az üledékképződési ciklusokkal, az alsó badeni egy önálló ciklus, a felső badeni – szarmata ciklus pedig egy lényegesen eltérő jellegű szakasz. A kárpáti kompresszió megszűnt, helyette az újstájer tágulómozgások miatt ismét délnyugat felől érkezett a transzgresszió, ami ezúttal két irányban terjedt. Egyik ága a Délnyugat-Dunántúltól észak-északkelet, a Kisalföld felé haladt, másik ága pedig a középhegységi zónától délre, az Alföld keleti pereméig jutott. Jellegzetessége a „lajtafácies” kialakulása. Az erősen tagolt üledékgyűjtőben litorális, sekély-szublitorális körülmények között csökkentsósvízi, egyre gyérebb faunát tartalmazó meszes üledékek keletkeztek. A mészanyagot a mészalgák (Lithothamnium), sőt néha sztromatolitok adják kőzetalkotó mennyiségben, nem a megszokott mészvázú faunaelemek (kagylók, csigák stb).
A lajtafácies kőzetei a pécsszabolcsi formációba és az abonyi formációba sorolhatók. Mindkettőben vegyesen durvatörmelékes, biogén törmelékes és meszes üledékek jellemzők. A partközeli zónákban már ekkor megkezdődött a lajtamészkő képződése. A partoktól távolodva jelentős medencemélységek voltak, a badeni agyag formáció és a nógrádszakáli formáció agyagos nyílt vízi, mélytengeri slírje utal erre, valamint az ezekben található foraminifera- és molluszkafauna. A lajtafácies bizonyos körülmények között átvált mocsári, limnikus fáciesbe, így képződött a hidasi barnakőszén formáció. Másik átmenete a csökkentsósvízi lagunáris környezet, ide tartozik a zsámbéki formáció slírje. A pusztamiskei formáció váltakozva neritikus és partszegélyi. Legalább három nagy folyó torkolatát ismerjük, amelyek a korabeli Középső-Paratethysbe torkolltak. Mindhárom kiterjedt deltatorkolattal rendelkezett. A sopronkőhidai homokbánya gyengén cementált homokja egy nyugat felől érkező hatalmas folyam torkolatában rakódott le. Jellegzetessége, hogy teli van a Ptychidia vindobonensis (régebbi szakirodalomban: Turritella turris badensis) nevű toronycsigaféle házaival. A Sopron környéki lajtafácies és a folyótorkolat sokat elárul a kor ősföldrajzáról.
Az alsó badeni üledékciklust ismét egy intenzív vulkanizmus zárta, melynek eredményeképpen alakultak ki a mátrai vulkanit formáció és a nyírségi vulkanit formáció képződményei. Kora 14,5 millió év 0,4 millió év bizonytalansággal.

### Felső miocén
A felső miocén elhatárolása nem esik egybe a Kárpát-medencei üledékképződés megfigyelhető ciklusaival. A badeni emelet közepén érkező vulkanizmus után a felső badeni és szarmata emeletek üledékképződése nem különíthető el egymástól. A felső badeni – szarmata ciklus transzgresszióval indul, ezért általában abráziós kavicsra települ. Az átvilágított zóna kiterjedésével kezdődik a rákosi mészkő formációban (vagy fertőrákosi formáció) a „felső lajtamészkő” képződése, amelynek alsó részén még tufás bentonitcsíkok vannak. A rákosi formáció alföldi megfelelője az ebesi formáció. A süllyedékekben változóan nyílt vízi agyagos, agyagmárgás és záronyfáciesű meszes törmelékek keletkeztek. A medenceüledékek a Kárpát-medence nyugati részén a szilágyi agyagmárga formációba tartoznak, amely turritellás-corbulás agyagmárga, a hasonló alföldi képződmények a makói formációba.
A szarmata emeletre semmit sem változott a felső badeni üledékgyűjtők helyzete és kiterjedése. Kisebb változás, hogy a Dunántúli-középhegység rögjei kissé megsüllyedtek, így ott lokális transzgresszióról beszélhetünk. A felső badeni formációk általában konkordánsan folytatódnak a szarmatában is, de megindult az újstájer vulkanitok lepusztulása is, amiről a sajóvölgyi formáció kavicsos folyóvízi üledékei és a gyulafirátóti formáció kavicsos, bentonitos tarkaagyagos és aleurolitos kontinentális sorozatai mutatnak.
A csökkentsósvizes környezet azonban tovább terjed a kozárdi formáció márga-mészmárga üledékeivel, valamint a tinnyei formáció agyagmárga-durvamészkő sorozatával. Az Alföldön a szarmata a dombegyházi formáció alapkonglomerátumával kezdődik, majd átmegy a hajdúszoboszlói formáció durvamészkövébe.
Ismét tértágulásos szakasz következett, ami a tokaji vulkanit formációt hozta létre. Az országszerte ismert felső riolittufa réteg – galgavölgyi riolittufa formáció – valószínűleg egyetlen nagy vulkánkitörés maradványa.

## Becsapódási esemény
Az 52 kilométer átmérőjű Kara-kul kráter valamikor a miocén korszakban keletkezett, ma az azonos nevű tónak ad helyet. Pontos korát nem lehet meghatározni.